# Ignacy Nagurczewski
Ignacy Nagurczewski herbu Kościesza (ur. 22 marca 1725 w Nagurkach koło Pińska, zm. w lutym 1811 w Warszawie) – polski poeta, tłumacz, historyk literatury, pedagog i jezuita, nauczyciel ks. Józefa Poniatowskiego.

## Życiorys
Urodził się w Nagurkach, jako syn Karola, regenta pińskiego, i Joanny Hołowianki Ostrzeżeckiej. Pierwsze nauki (aż do retoryki włącznie) pobierał prawdopodobnie u pińskich jezuitów. 20 sierpnia 1740 wstąpił do ich zakonu. Nowicjat (lata 1740/1741-1741/1742) odbywał w Wilnie. Wkrótce potem (1742/1743) zaczął studiować retorykę w Słucku, a nieco później (lata 1743/1744-1745/1746) filozofię w Nowogródku.
Był nauczycielem w szkołach jezuickich w Warszawie (infima kolegium warszawskiego 1746/1747), Pułtusku (w gramatyce 1747/1748 i syntaksie 1748/1749) i Płocku (w syntaksie 1749/1750). W 1759/1760 roku przejął po Franciszku Bohomolcu katedrę wymowy w Collegium Nobilium jezuitów w Warszawie. W latach 1769–1774 wykładał historię i literaturę w Szkole Rycerskiej. Był członkiem Towarzystwa Warszawskiego Przyjaciół Nauk. Uczestniczył w "obiadach czwartkowych" organizowanych przez Stanisława Augusta Poniatowskiego.

## Twórczość
Autor wierszy okolicznościowych i rozprawy pedagogicznej: Rozmowa filozofa... o trojakim w Polszcze... wychowaniu (1756). Wydał przekłady: Ksiąg dziesięć Pasterek Wergiliusza (1754, 1770, 1778), Mów Cycerona przeciwko Katylinie i za M. Marcellem (1763, 1771), Filipik Demostenesa (1774). Współpracował w "Zabawach przyjemnych i pożytecznych" Naruszewicza. W rękopisie pozostawił przekład Iliady Homera i dzieło o literaturze polskiej.

### Ważniejsze utwory
1. Rozmowa filozofa z politykiem o trojakim w Polszcze młodzi wychowaniu, Warszawa 1756, (dedykowane Anastazji Tarnowskiej; wyd. pod nazwiskiem ucznia, Jana Amora Tarnowskiego
2. Najjaśniejszemu Stanisławowi Augustowi Królowi Polskiemu... w czasie pożądanej koronacji łącząc swą radość z powszechną. Kawalerowie Collegii Nobilium Warszawskiego Soc. Jesu roku 1764, brak miejsca wydania (1764); autorstwo domniemane wiersza polskiego (Estreicher XXV, 31); tamże wiersze w języku łacińskim i francuskim
3. Do czytelników... (Wstęp do H. K. Hirzel): Sokrates. Wieśniak, albo opisanie życia gospodarskiego i cnotliwego, filozofa rolą bawiącego się. Przez... Katarzynę i Ludwikę Sosnowskie... z francuskiego na polskie przetłumaczony,Warszawa 1770
4. O literaturze polskiej, rękopis zaginiony, (inform. F. M. Sobieszczański).

Ponadto w czasopiśmie "Zabawy Przyjemne i Pożyteczne" ogłoszono: Wiersz do J. K. M. od Korpusu Kadetów, 1771, t. 4, s. 335.

### Przekłady
1. P. M. Vergilius: Bucolica, albo pasterki... Eklog, albo wyborów dziesięć. Przekładania..., wyd. J. A. Załuski w: Wergiliusza Księgi wszystkie, to jest ksiąg dwanaście, Warszawa 1754; przedr. w zbiorze: Sielanki polskie z różnych autorów zebrane, Warszawa 1770; także Warszawa 1778
2. M. T. Cicero: Mowy... przeciwko Katylinie i za Markiem Marcellem. Przekładania..., Warszawa 1763; wyd. następne Poczajów 1771, (wyd. 1 dedykowane J. Sosnowskiemu)
3. Demostenes: Filipiki... z przyłączeniem uwag historycznych i politycznych. Przekładania... t. 1, Warszawa 1774, (dedykowane: Stanisławowi Augustowi i I. Potockiemu)
4. Homer: Iliada. Ks. 1-19, całość niewydana, księgi 3-4 wyd. w: Iliada Homera. Przekładania F. Dmochowskiego t. 3, Warszawa 1801.

Według K. Koźmiana tłumaczył ponadto dzieło: F. Juvenel de Carlencas: Historia nauk wyzwolonych. Przez... francuskim językiem pisana, na polski przełożona ad usum Korpusu Kadetów JKMci, Warszawa 1766. Autorstwo Nagurczewskiego nieco wątpliwe, przypisywana bywa także A. K. Czartoryskiemu i W. Górskiemu.